# نیمینیتسه (استان اشوی‌داشکسیه)
نیمینیتسه (به لهستانی: Niemienice) یک منطقهٔ مسکونی در لهستان است که در گمینا سادوویه واقع شده‌است. نیمینیتسه ۲۹۰ نفر جمعیت دارد.